# L'Amour sous divers masques
L'Amour sous divers masques est une pièce de Henry Fielding. Elle est représentée la première fois le 16 février 1728 au théâtre de Drury Lane. C'est la première pièce de son auteur.